# Хеден II (герцог Тюрингії)
Хеден II (нім. Heden II) або Хедан (нім. Hedan) — франкський герцог Тюрингії, що керував державою з близько 700-го року до своєї смерті у 719 році.
Одним з головних джерел для його життя є «Passio minor sancti Kiliani». Згідно з ним Хеден був сином герцога Гозберта. Після загибелі батька у 689 році, Хедена вигнали з країни, а державою правила його матір герцогиня Гейлана. Згодом він повернувся та зійшов на трон десь до 704 року.
За часів правління Хедена серед германських племен проповідував Святий Боніфатій. Підтримка самого герцога і його дружини Теодради зіграла важливу роль в запровадженні християнства в Тюрингії. Він жертвував кошти та землі для заснування церков та монастирів. Вже у 742 році святий Боніфатій заснував єпархію в Ерфурті.
Хеден II був одружений з Теодрадою. У них був син Турінг та дочка Іммі. Іммі стала настоятельницею монастиря у Марієнберзі. Турінг загинув у битві при Вінсі у 717 році.
Хеден II помер у 719 році. Цим скористався мажордом Карл Мартел, що встановив свою пряму владу над Тюрингією. Територію Тюринзького герцогства було розділено на кілька графств Альтгау, Вестгау, Остгау, Гельмгау.